# Cyrtopholis zorodes
Cyrtopholis zorodes là một loài nhện trong họ Theraphosidae.
Loài này thuộc chi Cyrtopholis. Cyrtopholis zorodes được Cândido Firmino de Mello-Leitão miêu tả năm 1923.